# Wahl-O-Mat
Der Wahl-O-Mat ist eine internetbasierte Wahlentscheidungshilfe, die seit 2002 von der Bundeszentrale für politische Bildung (bpb) betrieben wird. Sie wird für in Deutschland anstehende Europa-, Bundestags- und Landtagswahlen angeboten. Darüber hinaus verlinkt die Wahl-O-Mat-Website auf Webseiten der bpb, die Hintergrund-Informationen zu der anstehenden Wahl liefern.
Der Wahl-O-Mat bietet Bürgern die Möglichkeit, durch die Bewertung vorausgewählter politischer Thesen die eigene Meinung mit den Meinungen der zur Wahl stehenden Parteien zu vergleichen. Die Thesen werden von Jungwählern für jede Wahl zusammengestellt und richten sich vorrangig auch an diese Zielgruppe. So wurde der Thesenkatalog für die Bundestagswahl 2013 von einem Redaktionsteam aus 25 Jungwählern im Alter von 18 bis 26 Jahren aus verschiedenen Teilen der Bundesrepublik entwickelt.

## Angebot und Nutzung
Der Wahl-O-Mat wurde bis Juni 2024 über 130 Millionen Mal genutzt. Er stand seit 2002 zu 66 Wahlen zur Verfügung – zu sechs Wahlen zum Deutschen Bundestag, fünf Wahlen zum Europäischen Parlament und zu 55 Landtagswahlen. Den Nutzungsrekord hält der Wahl-O-Mat zur Bundestagswahl 2025 mit etwa 26 Millionen Aufrufen. Bei Landtagswahlen ist mit 2,95 Millionen Nutzungen die Landtagswahl in Bayern 2023 Rekordhalter. Zur Wahl des Europäischen Parlaments 2024 wurde der Wahl-O-Mat 14,8 Millionen Mal genutzt.
|      | BW    | BY    | BE    | BB  | HB  | HH  | HE    | MV  | NI  | NW    | RP  | SL  | SN  | ST  | SH  | TH  | Europ. Parla- ment | Bun- des- tag | Ab- dec- kung |
| ---- | ----- | ----- | ----- | --- | --- | --- | ----- | --- | --- | ----- | --- | --- | --- | --- | --- | --- | ------------------ | ------------- | ------------- |
| 2002 |       |       |       |     |     |     |       | —   |     |       |     |     |     | —   |     |     |                    | 3.600         | 1/3           |
| 2003 |       | 97    |       |     | —   |     | —     |     | —   |       |     |     |     |     |     |     |                    |               | 1/4           |
| 2004 |       |       |       | —   |     | —   |       |     |     |       |     | 38  | 72  |     |     | —   | 895                |               | 3/6           |
| 2005 |       |       |       |     |     |     |       |     |     | 315   |     |     |     |     | 90  |     |                    | 5.200         | 3/3           |
| 2006 | 140   |       | 145   |     |     |     |       | —   |     |       | 74  |     |     | 47  |     |     |                    |               | 4/5           |
| 2007 |       |       |       |     | 49  |     |       |     |     |       |     |     |     |     |     |     |                    |               | 1/1           |
| 2008 |       | —     |       |     |     | 94  | —     |     | 216 |       |     |     |     |     |     |     |                    |               | 2/4           |
| 2009 |       |       |       | —   |     |     | —     |     |     |       |     | —   | —   |     | —   | —   | 1.580              | 6.740         | 2/8           |
| 2010 |       |       |       |     |     |     |       |     |     | 650   |     |     |     |     |     |     |                    |               | 1/1           |
| 2011 | 985   |       | 515   |     | 105 | 315 |       | —   |     |       | 310 |     |     | —   |     |     |                    |               | 5/7           |
| 2012 |       |       |       |     |     |     |       |     |     | 1.270 |     | 170 |     |     | 255 |     |                    |               | 3/3           |
| 2013 |       | 1200  |       |     |     |     | —     |     | 604 |       |     |     |     |     |     |     |                    | 13.270        | 3/4           |
| 2014 |       |       |       | 121 |     |     |       |     |     |       |     |     | 283 |     |     | 107 | 3.890              |               | 4/4           |
| 2015 |       |       |       |     | 146 | 348 |       |     |     |       |     |     |     |     |     |     |                    |               | 2/2           |
| 2016 | 1.810 |       | 1.110 |     |     |     |       | —   |     |       | 717 |     |     | 488 |     |     |                    |               | 4/5           |
| 2017 |       |       |       |     |     |     |       |     | —   | 2.610 |     | 297 |     |     | 560 |     |                    | 15.700        | 4/5           |
| 2018 |       | 2.780 |       |     |     |     | 1.060 |     |     |       |     |     |     |     |     |     |                    |               | 2/2           |
| 2019 |       |       |       | 315 | 254 |     |       |     |     |       |     |     | 590 |     |     | 237 | 9.824              |               | 5/5           |
| 2020 |       |       |       |     |     | 334 |       |     |     |       |     |     |     |     |     |     |                    |               | 1/1           |
| 2021 | 1.870 |       | 1.030 |     |     |     |       | 310 |     |       | 604 |     |     | 430 |     |     |                    | 21.251        | 6/6           |
| 2022 |       |       |       |     |     |     |       |     | 904 | 1.470 |     | 130 |     |     | 335 |     |                    |               | 4/4           |
| 2023 |       | 2.950 | 509   |     | 176 |     | 1.310 |     |     |       |     |     |     |     |     |     |                    |               | 4/4           |
| 2024 |       |       |       | 467 |     |     |       |     |     |       |     |     | 674 |     |     | 426 | 14.800             |               | 3/3           |
| 2025 |       |       |       |     |     | 546 |       |     |     |       |     |     |     |     |     |     |                    | 26.000        | 2/2           |
| 2026 | …     |       | …     |     |     |     |       | …   |     |       | …   |     |     | …   |     |     |                    |               | 0/0           |
| Abd. | 4/4   | 4/5   | 5/5   | 3/5 | 5/6 | 5/6 | 2/6   | 1/5 | 3/5 | 5/5   | 4/4 | 4/5 | 4/5 | 3/5 | 4/5 | 3/5 | 5/5                | 7/7           | 71/93         |

Auch wenn sich der Wahl-O-Mat vorwiegend an junge Wähler richtet, wird er von allen Altersklassen genutzt. Ein Drittel der Nutzer ist unter 30 Jahre alt, ein Viertel 50 oder älter (Stand 2018, im Jahr 2005 lag der Anteil der über 60-Jährigen noch bei nur 5 Prozent). Frauen sowie Menschen ohne Abitur sind unterrepräsentiert.

## Geschichte
Die Anwendung basiert auf dem „StemWijzer“ aus den Niederlanden (Instituut voor Publiek en Politiek, IPP) und wurde zur Bundestagswahl 2002 erstmals in Zusammenarbeit mit der studentischen Agentur für politische Kommunikation Politikfabrik in Deutschland angeboten. Seitdem wurde die Wahlhilfe im Vorfeld von Wahlen auf wichtigen politischen Ebenen eingesetzt, d. h. bei allen Bundestags- und Europawahlen seit 2002 sowie bei bisher 55 Landtagswahlen.

## Funktionsweise
Etwa vier Wochen vor der jeweiligen Wahl wird der Wahl-O-Mat zur Verfügung gestellt. Der Benutzer bezieht zu 38 (bis 2008: 30) politischen Thesen zunächst mit den Antwortmöglichkeiten „stimme zu“, „neutral“ oder „stimme nicht zu“ Stellung. Es besteht auch die Möglichkeit, Thesen zu überspringen und damit gar nicht zu bewerten. Nach der Bearbeitung aller Fragen kann er beliebig vielen der nicht übersprungenen Thesen doppeltes Gewicht geben.
Die eigenen Stellungnahmen werden dann mit den autorisierten Antworten verschiedener Parteien verglichen. Die Berechnungsvorschrift dafür ist öffentlich einsehbar. Als Auswertung erhält der Benutzer ein Balkendiagramm, das zeigt, mit welcher Partei er wie stark übereinstimmt, sowie eine Tabelle mit dem detaillierten Vergleich der eigenen Antworten mit den Aussagen der ausgewählten Parteien.
Seit der Version zur Wahl des Europaparlaments 2009 werden alle zu den jeweiligen Wahlen zugelassenen Parteien berücksichtigt, die die Fragebögen beantwortet haben. Vorher war nur eine Auswahl der in den Parlamenten vertretenen Parteien möglich. Ursprünglich konnte der Benutzer nur die Aussagen von maximal acht Parteien gleichzeitig vergleichen. Die bpb sah darin eine bessere Übersicht und Vergleichbarkeit. Diese Limitierung wurde jedoch aufgehoben.
Zudem wird eine herunterladbare Tabelle angeboten, in der alle Antworten der Parteien und sonstigen politischen Vereinigungen in einer PDF-Datei zusammengefasst sind. Sie wird jedoch erst auf der Seite „Ihr Wahl-O-Mat Ergebnis“ zum Download angeboten, obgleich sie keinen Bezug zum eigenen Wahl-O-Mat-Ergebnis nimmt.
Bei der Europawahl 2019 können die Wahl-O-Mat-Nutzer auf Basis einer Teilmenge der Antworten ihre Übereinstimmung mit Parteien anderer EU-Staaten vergleichen lassen. Dazu kann man die Antwortdaten an das NGO VoteWatch Europe weiterreichen lassen.
Seit den Landtagswahlen in Rheinland-Pfalz und Baden-Württemberg 2021 können die Eingaben der Nutzer im „Tuning“ nachträglich verändert und die Änderungen direkt nachvollzogen werden. Außerdem wurde mit dem „Parteienvergleich“ eine Funktion eingeführt, mit deren Hilfe die Unterschiede der Positionen von bis zu drei Parteien dargestellt werden können.
An den Wahl-O-Mat angelehnt, entstanden auch themenspezifische Angebote wie der Digital-O-Mat (Netzpolitik) oder der Sozial-O-Mat (Sozialpolitik).

## Medienpartner
Der Wahl-O-Mat ist auf dessen originärer Website wahl-o-mat.de zugänglich. Darüber hinaus kooperiert die Bundeszentrale für politische Bildung mit Online-Medien, die ihn in deren Websites integrieren. Es handelt sich bei den Medienpartnern überwiegend um Websites etablierter Zeitungs- und Zeitschriften-Verlage, öffentlich-rechtlicher und privater Rundfunkanstalten sowie Internetdienstanbieter. So wurden beispielsweise im Vorfeld der Bundestagswahl 2017 auf wahl-o-mat.de insgesamt 61 Medienpartner gelistet. Die Anzahl dieser Integrationen kann als hohe Akzeptanz durch die Medien interpretiert werden.

## Kritik und Kontroversen
Seit der Einführung gab es in den Wahlkämpfen immer wieder Kontroversen unter anderem aufgrund der Fragenauswahl, der eingeschränkten Antwortmöglichkeiten oder des Wahrheitsgehalts der von den Parteien gegebenen Antworten. Außerdem wurden Einschränkungen der Parteienvergleichsmöglichkeiten sowie der Parteienvorauswahl moniert und nach rechtlichen Auseinandersetzungen im Laufe der Zeit abgebaut.

### Kritik an Thesen und Beantwortungsmöglichkeiten
Von einigen Parteien und Politikern wurde etwa vor den Bundestagswahlen 2005 kritisiert, dass einige Abfragen nicht mit den offiziellen Aussagen der jeweiligen Wahlprogramme übereinstimmen. Im Jahr 2006 wurde kritisiert, dass Fragestellungen „nicht professionell ausgearbeitet“ oder auch „nicht einfach mit Ja oder Nein zu beantworten“ seien. So lehnten die Parteien CDU und SPD gemeinsam eine Zusammenarbeit zur Landtagswahl in Mecklenburg-Vorpommern 2006, 2011 und 2016 ab.

### Berücksichtigung kleinerer Parteien
Der Wahl-O-Mat berücksichtigte in den ersten Jahren nur größere Parteien, bis dies 2008 durch eine Eilentscheidung des Verwaltungsgerichts München untersagt wurde. Um diese Entscheidung zu umgehen, wurde der Bayerische Jugendring alleiniger Software-Lizenznehmer in Bayern und stellte den Wahl-O-Mat bei sich online – weiterhin ohne kleinere Parteien zu berücksichtigen. Daraufhin ließ die ödp auch dem Bayerischen Jugendring per einstweiliger Anordnung untersagen, den Wahl-O-Mat ohne Berücksichtigung der ödp zur Landtagswahl in Bayern 2008 freizuschalten.
Mit Blick auf das Urteil des Verwaltungsgerichts München entschied sich die Mehrheit im Kuratorium der Landeszentrale für Politische Bildung gegen eine Wahl-O-Mat-Neuauflage zur Landtagswahl in Sachsen-Anhalt 2011. Als Grund wurde angegeben, dass sich mittels der Fragen nicht die Grundhaltung einer Partei erkennen lasse, und dabei insbesondere Bezug auf die rechtsextreme NPD genommen. Das Kuratorium vertrat mehrheitlich die Ansicht, „dass junge Wähler eher verschreckt als aufgeklärt werden“, wenn ihnen der Wahl-O-Mat die NPD als Partei empfähle.
Grundsätzlich problematisch ist, dass die von den Parteien behaupteten Positionen im Wahlkampf nicht mit dem späteren, tatsächlichen Verhalten übereinstimmen müssen. Andere VAA-Projekte wie DeinWal.de legen daher beispielsweise das bisherige, reale Abstimmungsverhalten zu Grunde oder lassen die Parteien ihre Abstimmungen nicht direkt selbst begründen, sondern, wie im Falle des Wahlkompasses, nur anhand von Quellenangaben.

### Maximale Anzahl vergleichbarer Parteien
Die Beschränkung der Anzahl der auszuwählenden Parteien auf acht wurde häufig kritisiert, da sie kleine Parteien benachteiligt, wenn die Benutzer die Auswertung nicht mehrmals vornehmen, um ihre Aussagen mit allen Parteien zu vergleichen. Aus diesem Grund klagte die Partei Volt Deutschland im Zuge der Europawahl 2019 gegen die Bundeszentrale für politische Bildung wegen Missachtung der Chancengleichheit der Parteien vor dem Verwaltungsgericht Köln. Mit Beschluss vom 20. Mai 2019 entschied das Gericht, dass der Wahl-O-Mat in der bisherigen Form gegen das verfassungsmäßig gewährleistete Recht auf Chancengleichheit der Parteien gemäß Art. 21 Abs. 1 in Verbindung mit Art. 3 Abs. 1 GG verstoße und in dieser Form nicht weiterbetrieben werden dürfe. Das Angebot zur Europawahl wurde daraufhin noch am selben Tag abgeschaltet. Die Bundeszentrale für politische Bildung gab zunächst an, dass die Auswertung von mehr als acht Parteien je Abruf technisch nicht möglich sei. Diese Behauptung ist jedoch unwahr und wurde auch vom zuständigen Richter nicht akzeptiert. Einen Tag nach der Urteilsverkündung stellte Die PARTEI mit dem „Partei-O-Mat“ eine modifizierte Wahl-O-Mat-Kopie online, bei der die Beschränkung auf acht Parteien entfiel.
Vor der Landtagswahl in Rheinland-Pfalz 2011 hatte das gleiche Gericht noch anders entschieden, weshalb die Bundeszentrale für politische Bildung Beschwerde beim Oberverwaltungsgericht für das Land Nordrhein-Westfalen gegen das Eilurteil einlegte. Allerdings standen bei der damaligen Wahl 2011 nur 12 Parteien auf den Wahlzetteln und nicht 40 wie bei der Europawahl 2019, womit die Auswahl von nur 8 aus 12 Parteien im März 2011 eine gänzlich andere Auswirkung hatte als im Mai 2019 die Auswahl von 8 aus 40 Parteien.
Nach einer außergerichtlichen Einigung, im Rahmen derer die Bundeszentrale für politische Bildung zugesagt hatte, eine Vergleichsmöglichkeit aller Parteien ab den Landtagswahlen im September 2019 zu ermöglichen, ging der Wahl-O-Mat am 23. Mai 2019 wieder online.

## Alternative Angebote
Im Laufe der Zeit wurden weitere Wahlhilfen entwickelt, die zum Teil das Prinzip des Wahl-O-Mat bzw. „StemWijzer“, aber eben auch die Kritikpunkte, aufgegriffen haben und konzeptionell teilweise andere Ansätze verfolgen.

### DeinWal
Während Wahl-O-Mat und WahlSwiper Parteien befragen, wertet DeinWal das tatsächliche Abstimmungsverhalten der Parteien im Parlament aus und lässt den Nutzer darüber abstimmen. Daher sind bei DeinWal nur Parteien dabei, die bereits im Parlament sitzen. DeinWal erschien zur Bundestagswahl 2017, zur Europawahl 2019, zur Bundestagswahl 2021 und zur Bundestagswahl 2025.

### Euro Party Check
Der Euro Party Check ist ein Projekt der Universität Potsdam, der Friedrich-Alexander-Universität Erlangen-Nürnberg und der Technischen Universität Darmstadt zur Europawahl 2024. Anders als bei vielen anderen Angeboten basiert die Einordnung der Parteien und ihrer Positionen auf Befragung von Politikwissenschaftlern.

### Frag Die Partei
Frag Die Partei lässt Nutzer mit Hilfe eines KI-Chatbots mit den Wahlprogrammen chatten. Dabei werden die Wahlprogramme und Inhalte aus dem Internet als Quellen verwendet. Es erschien zur Europawahl 2024, Nationalratswahl in Österreich 2024 und zur Bundestagswahl 2025 in Deutschland.

### KandidierendenCheck
KandidierendenCheck ist ein Angebot von Abgeordnetenwatch und dient dem Vergleich der Wahlkreiskandidaten. Nach Bewertung der Thesen und Eingabe der Postleitzahl bekommt man die Kandidierenden des Wahlkreises angezeigt. Die Übereinstimmung wird als Prozentwert gezeigt. Zusätzlich lassen sich die Positionen von jeweils zwei Kandidaten vergleichen.
Den KandidierendenCheck gab es erstmals zur Bundestagswahl 2025 und zur Bürgerschaftswahl in Hamburg.

### Klimawahlcheck
Der Klimawahlcheck konzentrierte sich auf die Klimaschutzziele der Parteien bei der Bundestagswahl 2021. Es wurde von der Klima-Allianz Deutschland, GermanZero und dem Naturschutzbund betrieben.

### parteivergleich.eu
parteivergleich.eu ist eine Wahlhilfe, bei der 50 bis 100 Fragen zu beantworten sind. Bei jeder Frage gibt es zehn Auswahlmöglichkeiten. Das Ergebnis wird als Säulendiagramm dargestellt. Anschließend lassen sich die eigenen Antworten mit bis zu 37 Parteien vergleichen.
Diese Wahlhilfe gab es bereits zur Sozialwahl, zur Europawahl, zur Bundestagswahl, zur Nationalratswahl in Österreich, zur Wahl des Parlaments der Deutschsprachigen Gemeinschaft in Belgien und zur Wahl zum Südtiroler Landtag (zweisprachig).

### Real-O-Mat
Der Real-O-Mat berücksichtigt ähnlich wie DeinWal nicht die Wahlprogramme, sondern gleicht das tatsächliche Abstimmungsverhalten der Parteien in der vergangenen Legislaturperiode mit der persönlichen Position ab. Grundlage sind dabei Anträge und Gesetzentwürfe im Bundestag. Der Real-O-Mat wird von FragDenStaat betrieben. Der Real-O-Mat war erstmals zur Bundestagswahl 2025 verfügbar. Eine Beschränkung dieser Wahlhilfe ergibt sich daraus, dass nur diejenigen Parteien berücksichtigt werden, die in der letzten Legislaturperiode im Bundestag vertreten waren; somit finden Kleinstparteien keine Berücksichtigung.

### Voto
Voto ist eine Plattform, die es Kommunen, Vereinen, Hochschulen oder andere Organisationen ermöglichen soll, eine eigene Online-Wahlhilfe zu erstellen. Im Unterschied zum Wahl-O-Mat lassen sich hier sowohl Parteien als auch Kandidaten vergleichen.

### Wahlkompass
Der Wahlkompass (Kieskompas) stellt die Übereinstimmungen mit den Parteien nicht in Prozent dar, sondern auf einem zweidimensionalen politischen Spektrum, aus dem sich ein zweiachsiges Koordinatensystem ergibt. Auch hier müssen die Nutzer zunächst einen Fragebogen beantworten.

### WahlSwiper
Der WahlSwiper bietet als Antwortmöglichkeiten nur „ja“ und „nein“. Auf spielerische Art und Weise kann der Benutzer die Fragen auch durch einfache sogenannte „Swipes“ nach links oder rechts beantworten. Es besteht außerdem die Möglichkeit, Fragen zu überspringen, wenn man sie nicht beantworten möchte, oder sie doppelt zu gewichten. Übersprungene Fragen werden bei der Berechnung des Ergebnisses nicht berücksichtigt. Anders als beim Wahl-O-Mat haben Benutzer die Möglichkeit, kurze animierte Erklärvideos anzuschauen, die das Thema kurz erläutern. Der WahlSwiper erschien erstmals 2017. Die Anzahl der auszuwählenden Parteien ist beim WahlSwiper nicht begrenzt.

### Wahltest
Beim Wahltest sind komplexere Multiple-Choice-Antwortmöglichkeiten vorgesehen. So können Nutzer nicht nur mit „ja“, „nein“ und „neutral“ antworten, sondern auch mit konkreten Angaben, beispielsweise zur gewünschten Höhe des Mindestlohnes.

### Wahltraut
Gemeinsam mit einem unabhängigen Gremium erarbeiteten die Macherinnen und Macher die Thesen dieses Tools, das sich auf Themen wie Gleichstellung und Inklusion, Frauenquote oder die Politik zu LGBTQ+ und Antirassismus konzentriert. Im unabhängigen Gremium sind Organisationen wie UN Women Deutschland, die Amadeu-Antonio-Stiftung und »Doctors for Choice« vertreten.

### Weitere Adaptionen
Neben den genannten Wahlhilfeanwendungen gibt es noch Adaptionen, die das Prinzip des Wahl-O-Mat meist vollständig übernehmen, aber auf ein bestimmtes Thema eingrenzen. Beispiele wären:
- Sozial-O-Mat[61] – Entwickelt wurde das Tool, das sich auf soziale Fragen konzentriert, von der Diakonie Deutschland,[62]
- Agrar-O-Mat[63] von Agrarheute, der agrarpolitische Positionen in den Fokus nimmt,
- Euromat[64], mit Fokus auf europapolitische Positionen, veröffentlicht von Pulse of Europe, Polis180, JEF Deutschland sowie dem Blog Der (europäische) Föderalist.

Zusätzlich existieren weitere, inhaltlich wie dem Namen nach entlehnte Plattformen, die in anderen Bereichen als Entscheidungshilfen dienen sollen:
- Digital-O-Mat[65] – von der Digitalcourage Ortsgruppe Braunschweig, vergleicht die Standpunkte des Nutzers mit zehn echten Abstimmungen im Europaparlament zu Netzthemen, Überwachung und digitalen Freiheitsrechten.
- Energiewende-O-Mat[66] – von IKEM, Bündnis Bürgerenergie und anderen stellt Informationen zu zivilgesellschaftlichen Aktivitäten für Klimaschutz, Finanzierungs- und Anlagemöglichkeiten für Privatpersonen, sowie Energiesparmaßnahmen bereit.
- Mitwirk-O-Mat[67] – stellt deutschlandweit regionale Entscheidungshilfen für soziales Engagement bereit.
- Science-O-Mat[68] – ein auf die Themenpalette der Scientists for Future fokussiertes Informationsangebot in Anlehnung an den Wahl-O-Mat.